# Reinhild Ahlers
Reinhild Ahlers (* 29. April 1959 in Meppen) ist eine deutsche römisch-katholische Theologin und Hochschullehrerin.

## Leben
Sie studierte von 1978 bis 1983 Katholische Theologie in Eichstätt und Innsbruck. Von 1984 bis 1989 war sie wissenschaftliche Mitarbeiterin am Lehrstuhl für Kirchenrecht in Eichstätt. Von 1989 bis 1994 war sie Referentin für Kirchenrecht im Bischöflichen Generalvikariat Münster. Von 1992 bis 1994 studierte sie Kirchenrecht an der Westfälischen Wilhelms-Universität (WWU) in Münster. Seit 1994 leitet sie die Abteilung Kirchenrecht des Bistums Münster und lehrt gleichzeitig an der Philosophisch-Theologischen Hochschule Münster (PTH Münster) und an der WWU.
Ihre Arbeitsschwerpunkte sind Sakramentenrecht, Verfassungsrecht, Ordensrecht und Vereinsrecht.

## Publikationen (Auswahl)
- Communio Eucharistica. Eine kirchenrechtliche Untersuchung zur Eucharistielehre im Codex Iuris Canonici (= Eichstätter Studien, Band 29). Pustet, Regensburg 1990, ISBN 3-7917-1239-X (zugleich Dissertation, Eichstätt 1988/1989).
- als Herausgeberin mit Peter Krämer: Das Bleibende im Wandel. Theologische Beiträge zum Schisma von Marcel Lefebvre. Bonifatius-Verl., Paderborn 1990, ISBN 3-87088-622-6.
- als Herausgeberin mit Libero Gerosa und Ludger Müller: Ecclesia a Sacramentis. Theologische Erwägungen zum Sakramentenrecht. Bonifatius-Verl., Paderborn 1992, ISBN 3-87088-709-5.
- Das Tauf- und Firmpatenamt im Codex Iuris Canonici (= Münsterischer Kommentar zum Codex iuris canonici, Beiheft 15). Ludgerus-Verl., Essen 1996, ISBN 3-87497-209-7 (zugleich Dissertation, Münster).
- als Herausgeberin mit Beatrix Laukemper-Isermann und Rosel Oehmen-Vieregge: Die Kirche von morgen. Kirchlicher Strukturwandel aus kanonistischer Perspektive. Professor Dr. Klaus Lüdicke zum 60. Geburtstag. Ludgerus-Verl., Essen 2003, ISBN 3-87497-245-3.
- als Herausgeberin mit Beatrix Laukemper-Isermann: Kirchenrecht aktuell. Anfragen von heute an eine Disziplin von „gestern“ (= Münsterischer Kommentar zum Codex iuris canonici, Beiheft 40). Ludgerus-Verl., Essen 2004, ISBN 3-87497-250-X.